# Puchéřský potok
Puchéřský potok (Puchrovský potok) je pravostranný přítok řeky Blanice. Délka toku činí 8,8 km. Plocha povodí měří 15,5 km².

## Průběh toku
Pramení v Želnavské hornatině na jihozápadním svahu Chlumu u zaniklé osady Chlumany (Vojenský újezd Boletice), v nadmořské výšce 1015 m, ústí v Arnoštově do řeky Blanice. V dolní části protéká přírodní rezervací Pod Farským lesem a národní přírodní památkou Prameniště Blanice, v níž se vyskytuje populace kriticky ohroženého druhu perlorodky říční.
Název potoka souvisí se sklářskými hutěmi, které existovaly ve Vyšném a Arnoštově. Pucher (německy Pochwerk) bylo označení stoupy na potoce, kde se drtil křemen pro sklářské hutě. V roce 2019 byla na Puchéřském potoce obnovena bývalá splavovací nádrž Pucheřský (Puchárenský) rybník.